# Sixième circonscription de Budapest
La sixième circonscription de Budapest est l'une des dix-huit circonscriptions électorales de la capitale hongroise. Elle a été créée lors du redécoupage électoral de 2011 puis est devenue effective lors des élections législatives hongroises de 2014.

## Description géographique et démographique
La circonscription englobe une partie du 7e arrondissement délimité par Hungária körút, Kerepesi út, Dózsa György út, Verseny utca, Thököly út, Baross tér, Rákóczi út, József körút, Üllői út et Könyves Kálmán körút ainsi que le reste du 9e arrondissement non compris dans la première circonscription de Budapest.
Selon le recensement de 2011, la circonscription compte 98 144 habitants dont 85 883 adultes (45 503 hommes et 52 641 femmes).

## Députés
Pour voir les députés et les résultats de la première circonscription entre 1990 et 2011, voir l'article sur les anciennes circonscriptions de Budapest.